# Herfølge BK
Maillots
Le Herfølge BK est un club danois de football basé à Herfølge.

## Historique
- 1921 : fondation du club
- 2000 : 1re participation à une Coupe d'Europe (C1, saison 2000/01)

## Palmarès
- Championnat du Danemark
  - Champion : 2000

- Supercoupe du Danemark
  - Finaliste : 2000

- Championnat du Danemark de deuxième division
  - Champion : 1995, 2003, 2009

## Anciens joueurs
- Thomas Christiansen